# 두꺼비
두꺼비(학명: Bufo sachalinensis)는 개구리목 두꺼비과에 속하는 양서류로 사할린두꺼비라고도 일컫는다. 한반도에서 분포하는 개구리목 생물 가운데 최대종이며, 한반도 외에도 중국 요동·사할린· 러시아 연해주 등지에 분포한다. 본래는 중국에 서식하고 있는 중국두꺼비(Bufo gargarizans)와 동일종으로 분류하였으나 최근 연구로 인하여 별개의 종으로 분리되었다.

## 생김새
개구리 보다는 몸집이 크다. 몸 길이는 약 80∼110 mm로 개구리 가운데에서 가장 크다. 머리는 폭이 길고 주둥이는 둥글다. 등에는 오밀조밀하고 불규칙한 돌기가 많이 나 있으며 돌기의 끝은 흑색이다. 몸통과 네 다리의 등면에는 불규칙한 흑갈색 또는 적갈색 무늬가 있다. 배면은 암갈색의 작은 무늬들이 있다. 발가락은 앞발가락 4개, 뒷발가락은 5개이다. 다른 개구리와 달리 잘 뛰지 못하며 보통 엉금엉금 기어다닌다.
피부에 부포톡신이라는 독이 있는 물질을 내뿜는데 이 때문에 다른 양서류에 비해 천적이 적으며 특히 뱀 종류한테 이 독성이 매우 효과적이다.
그러나 천적이 아주 없는 것은 아닌데 성체의 경우, 유혈목이, 능구렁이 등의 두꺼비 독에 면역이 있는 뱀이 특히 무서운 천적이며 몸집이 큰 쥐 같은 설치류, 때까치, 들고양이, 들개 등도 천적이다. 어린 올챙이나 올챙이에서 갓 자란 새끼의 경우에는 물방개, 물장군, 사마귀 등도 천적이 될 수 있다. 두꺼비의 알은 둥글둥글한 알을 낳는 다른 개구리 종류와 달리 긴 끈 모양으로 되어 있다.

## 문화에서의 두꺼비
한국의 민담과 전설에서는 두꺼비가 자주 등장하며, 콩쥐팥쥐전 등 설화 속에서 인간을 돕는 존재로 묘사될 정도로 친근한 동물로 여기기도 한다. 한국에서는 '지네장터설화' 또는 '콩쥐팥쥐설화' 등에 등장한다. 지네장터 설화에 의하면 다 죽어가는 두꺼비를 구한 소녀가 마을의 지네의 제물로 바쳐지게 되자 두꺼비가 어느날 저녁에 지네굴로 가서 지네를 죽이고 희생하여 은혜를 갚는다는 것이다. 콩쥐팥쥐전의 두꺼비는 자신을 구한 콩쥐를 위해 계모가 깨어진 항아리에 물담기를 시킬 때 대신 항아리를 메꾸어 주었다는 것이다. 이러한 맥락의 설화는 '은혜 갚은 두꺼비' 플롯의 설화로 다루어 진다. 또, 두꺼비는 복을 준다고 옛날 사람들은 믿었다. 그림으로는 유현영(劉玄英, 해섬자海蟾子)이 등장하는 심사정의 <하마선인도>(蝦蟆仙人圖), <선인도해도>(仙人渡海圖) 그리고 이정의 <두꺼비를 탄 신선>(기섬도騎蟾圖)이라는 작품도 유명하다.

## 황소개구리와의 관계
한때 두꺼비가 황소개구리의 천적인 것으로 알려졌으나, 이는 짝짓기 철에 짝을 찾지 못한 수컷 두꺼비가 황소개구리를 암컷으로 오해하여 껴안아 질식사시키는 것으로 확인되었다. 황소개구리가 소형 두꺼비를 먹이로 알고 먹었다가 그 독성 때문에 죽는 경우도 있다.

## 사진

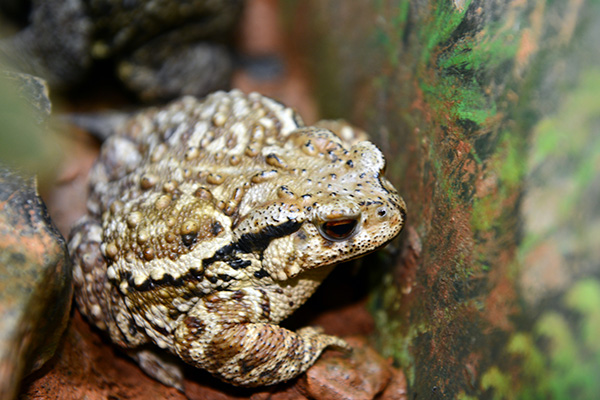
두꺼비. 국립생태원
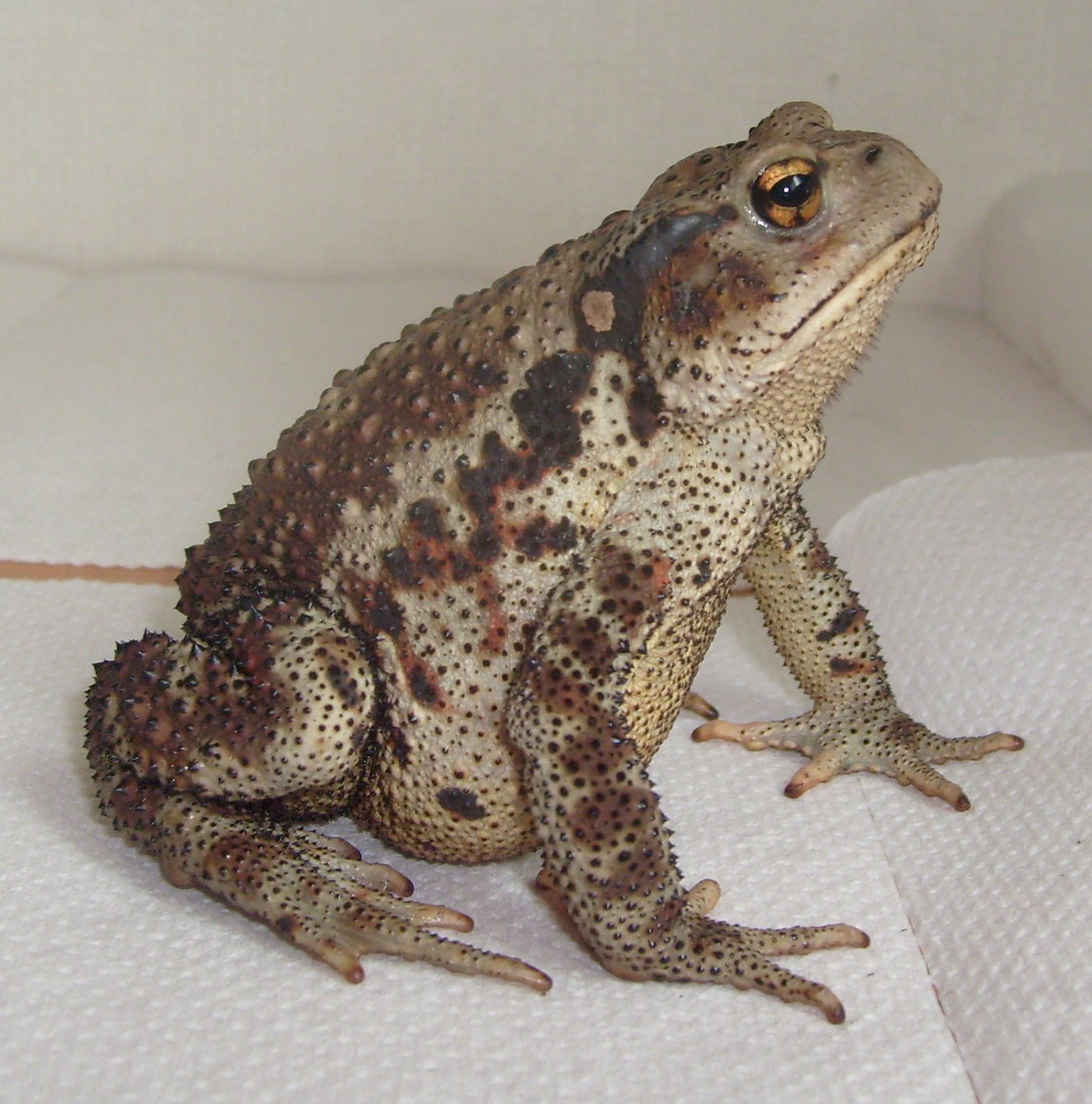
두꺼비. 경남 밀양
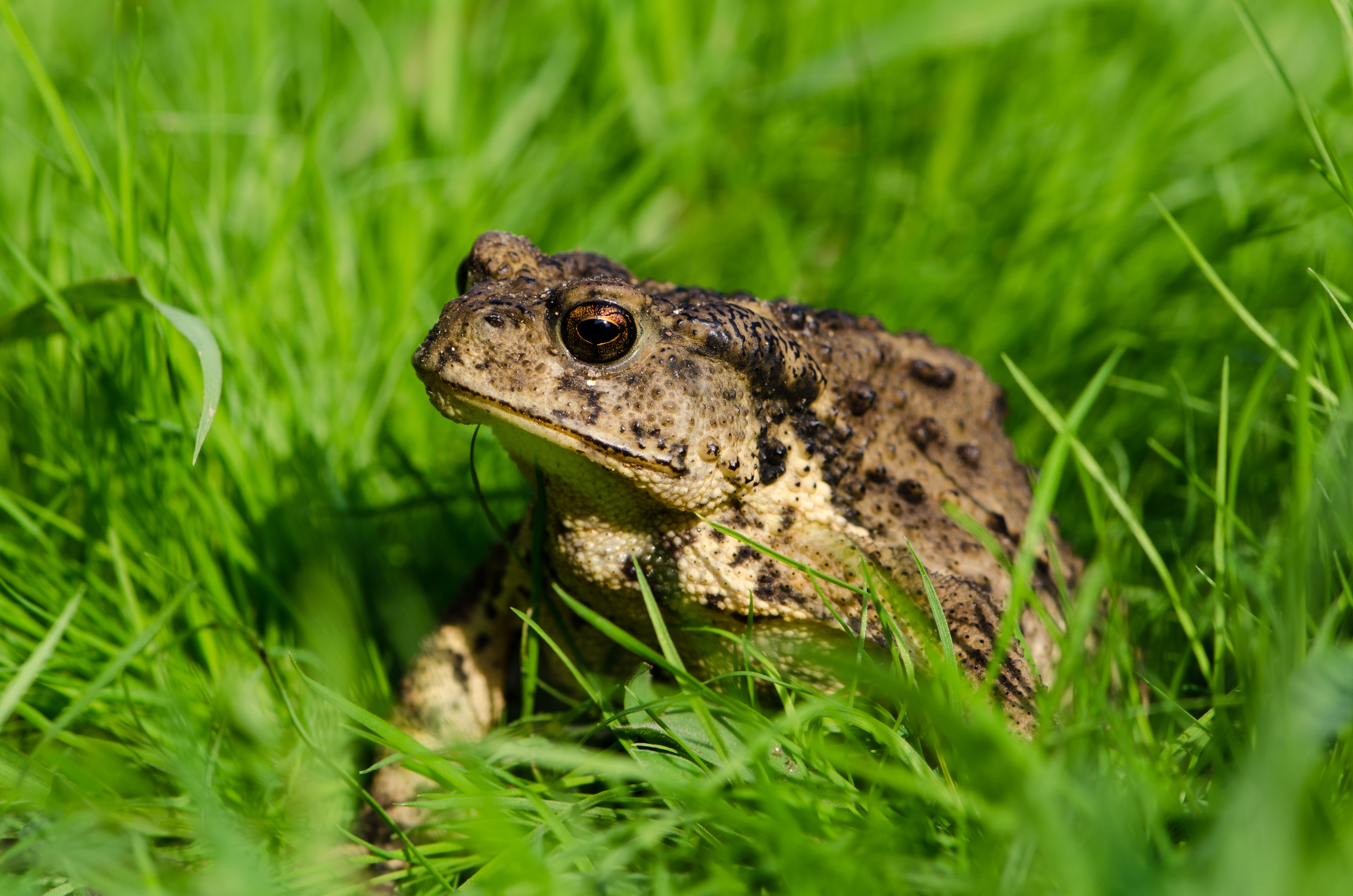
두꺼비. 랴오닝성, 중국
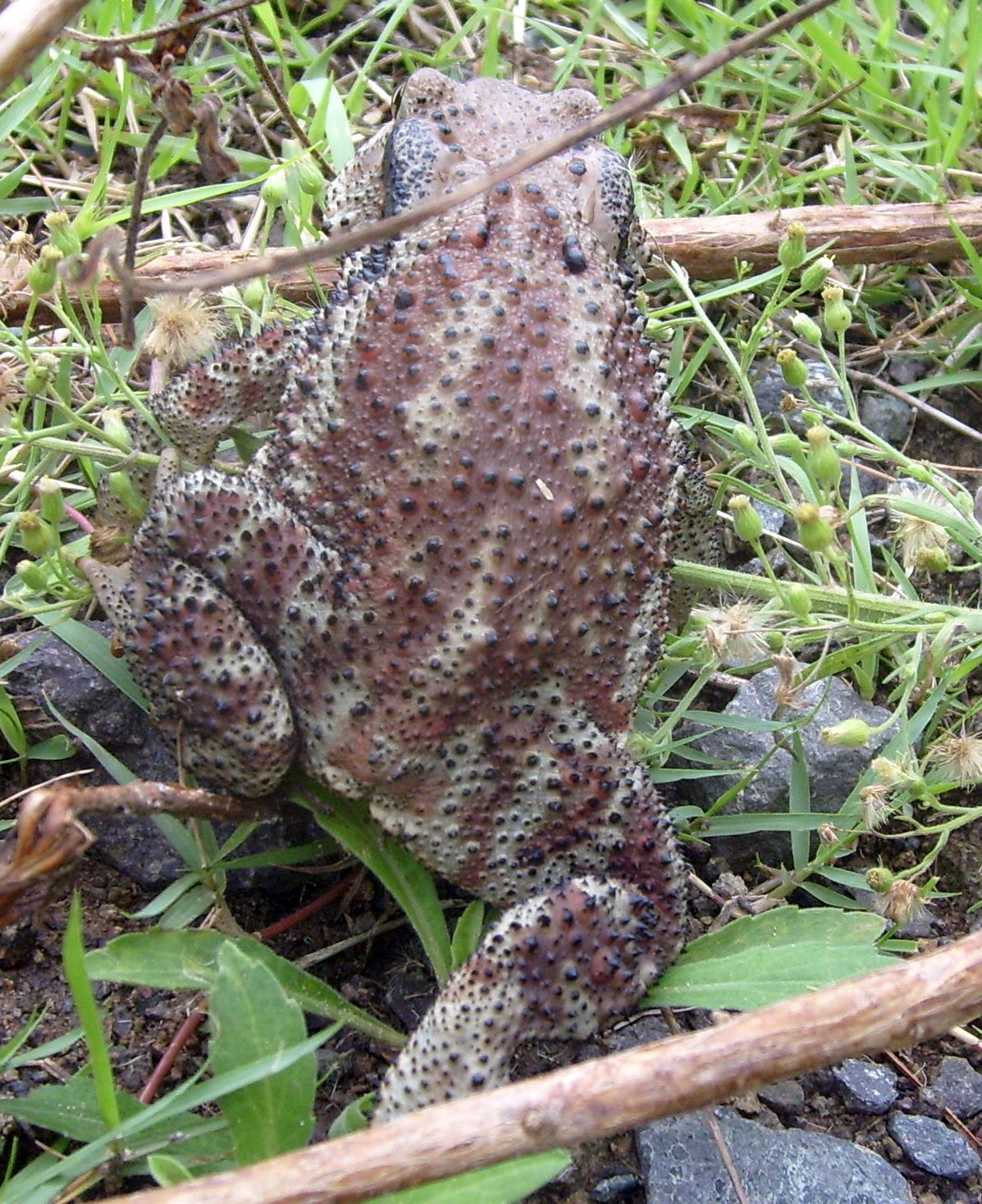
두꺼비의 등. 경남 밀양
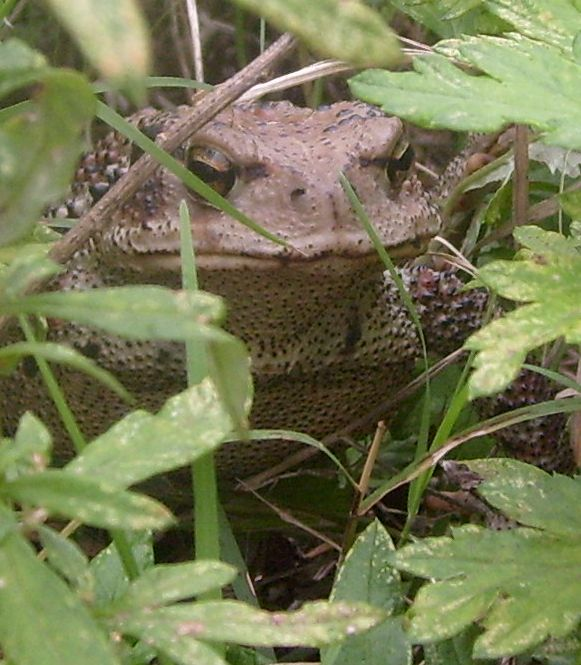
두꺼비의 얼굴. 경남 밀양
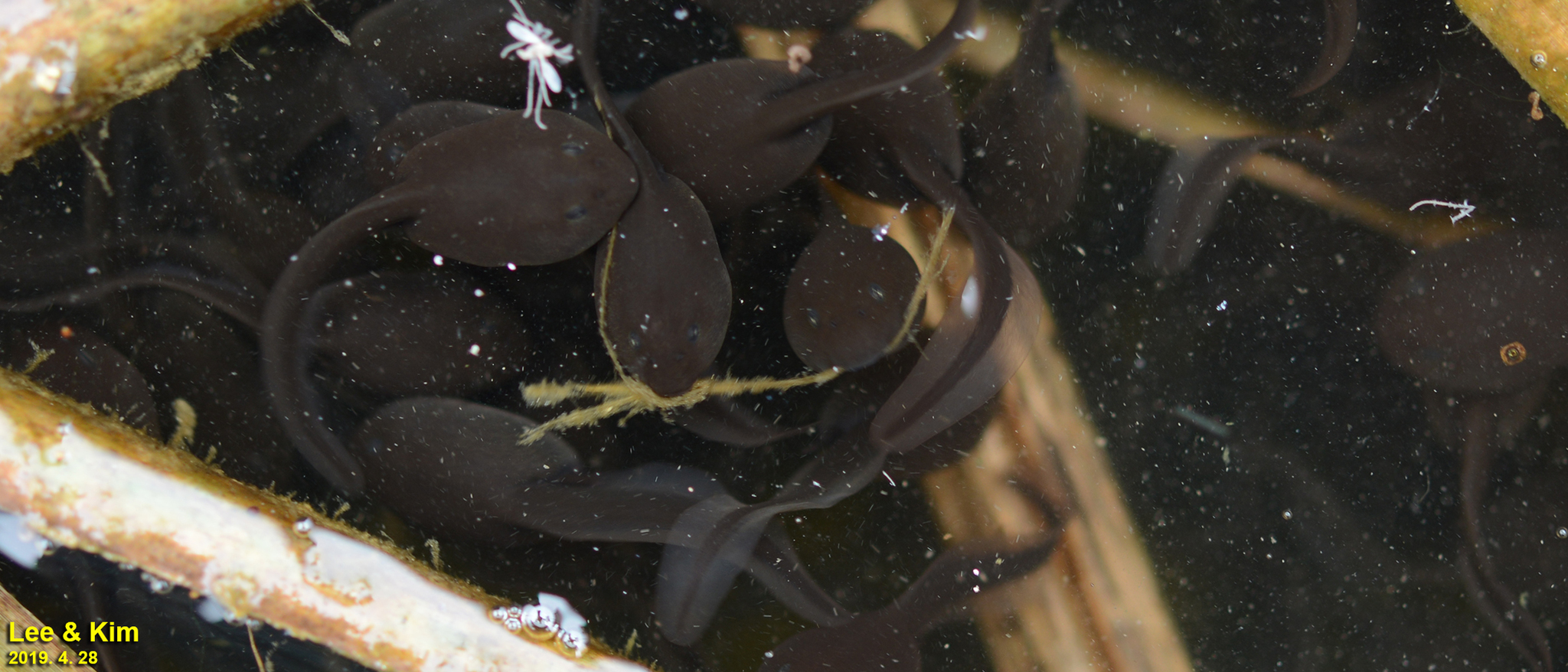
두꺼비의 올챙이

## 같이 보기
- 한국의 양서류
- 하이트진로
- 진로그룹